# Sige marginata
Sige marginata är en ringmaskart som först beskrevs av Jean Louis René Antoine Édouard Claparède 1868.  Sige marginata ingår i släktet Sige och familjen Phyllodocidae. Inga underarter finns listade i Catalogue of Life.